# Diguetia stridulans
Diguetia stridulans is een spinnensoort uit de familie Diguetidae. De soort komt voor in Mexico.